# Unión Militar Nacional
La Unión Militar Nacional (en polaco: Narodowe Zjednoczenie Wojskowe, NZW) fue una organización anticomunista polaca, fundada en noviembre de 1944, después del fracaso del alzamiento de Varsovia. Fue una de las organizaciones de resistencia más grandes y fuertes establecidas en la República Popular de Polonia a mediados y fines de la década de 1940. La NZW estaba formada principalmente por miembros de las destruidas Narodowe Siły Zbrojne.
El primer comandante de la NZW fue el coronel Tadeusz Danilewicz, luego el coronel Bogusław Banasik. La organización se organizó en dieciséis "áreas" y fue más activa en los distritos de Białystok, Lublin y Rzeszów. Tenía varias unidades armadas, llamadas Pogotowie Walki Zbrojnej, que libraron muchas escaramuzas tanto con la NKVD como con el Ejército Rojo soviético. Su sede fue destruida a principios de la primavera de 1946, cuando la policía secreta estalinista arrestó a cientos de sus miembros. Sin embargo, varias unidades permanecieron activas hasta mediados de la década de 1950.